# Jumencourt
Jumencourt es una comuna francesa situada en el departamento de Aisne, de la región de Alta Francia.

## Geografía
Está ubicada a 20 km al suroeste de Laon y a 14 km al norte de Soissons.

## Demografía
| 108 | 109 | 98 | 94 | 111 | 119 | 153 | 154 |
| Para los censos de 1962 a 1999 la población legal corresponde a la población sin duplicidades (Fuente: INSEE [Consultar]) |     |    |    |     |     |     |     |